# Lužickosrbský institut
Lužickosrbský institut (hornolužickosrbsky  Serbski institut, dolnolužickosrbsky Serbski institut, německy Sorbisches institut) se sídlem v Budyšíně a s pobočkou v Chotěbuzi se zabývá výzkumem jazyka, dějin a kultury Lužických Srbů (Wendů) v historických regionech Horní a Dolní Lužice na území dnešních spolkových zemí Saska a Braniborska. Shromažďuje a archivuje potřebné materiály, připravuje je k výzkumu a zároveň je zpřístupňuje veřejnosti formou tištěných a elektronických publikací. Kromě toho se institut v rámci interdisciplinárního výzkumu zaměřuje na současnou situaci, specifika a srovnání menšinových jazyků a kultur v Evropě. K institutu patří Lužickosrbská centrální knihovna a Lužickosrbský archiv, což jsou jediné veřejně přístupné speciální sbírky lužickosrbských a sorabistických dokumentů a archivních materiálů. Lužickosrbský institut pořádá jazykové kurzy pro širokou veřejnost, jichž se pravidelně účastní rovněž čeští studenti. Institut dlouhodobě spolupracuje s českými sorabisty, slavisty a etnology.

## Historie

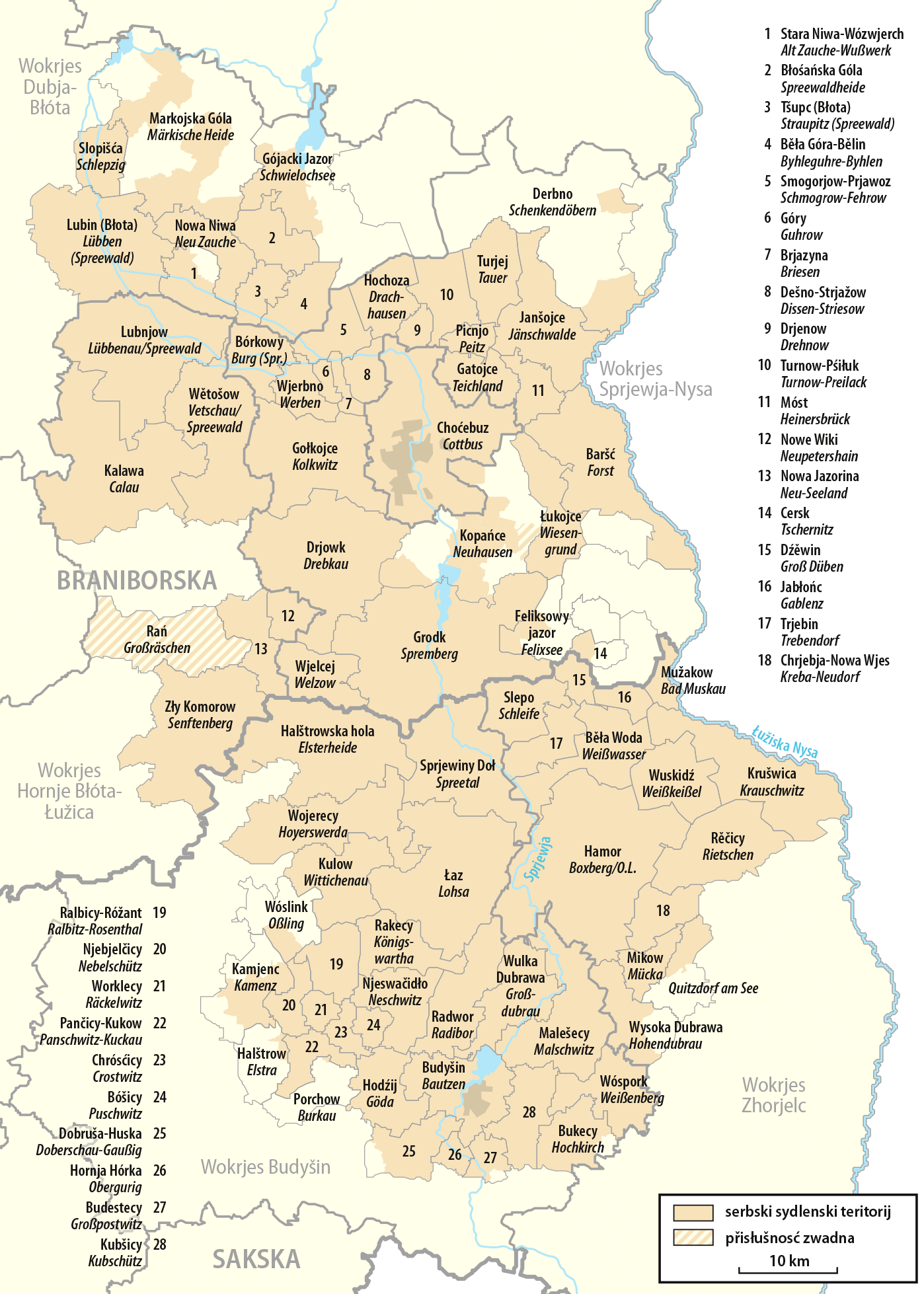
Lužickosrbská oblast osídlení

Dne 4. března 1950 rozhodla valná hromada Domowiny o vytvoření „samostatného Lužickosrbského vědeckého institutu v Budyšíně“, který by navázal na tradici Maćicy Serbské. Aby se s lužickou srbštinou zacházelo ve školství a kultuře rovnocenně, bylo nutné vytvořit pevné organizační struktury. Požadavek na zrovnoprávnění přitom vycházel z nově přijatého Zákona na ochranu práv lužickosrbského obyvatelstva (1948). 1. května 1951 byl proto v Budyšíně založen Ústav pro výzkum lužické srbštiny s pěti stálými pracovními místy a několika úředníky, zpočátku podřízený saskému ministerstvu národního školství. Byla to první instituce v Německu, která se lužickosrbským studiím věnovala profesionálně. V důsledku zrušení spolkových zemí byl ústav od 1. srpna 1952 rozhodnutím Rady ministrů NDR přidělen Německé akademii věd ve (východním) Berlíně, na jejíž vědeckou politiku se ústav od té doby orientoval. Jeho úkoly byly začleněny do centrálních státních výzkumných plánů pro společenské vědy. Od počátku se počítalo s odděleními pro jazykovědu, literaturu, historiografii a folkloristiku. Oddělení pedagogiky bylo v červenci 1952 zahrnuto do východoněmeckého Ústředního pedagogického ústavu a později z něj vzniklo oddělení lužickosrbských škol Akademie pedagogických věd. Rovněž v roce 1951, na začátku podzimního semestru, byl na Lipské univerzitě založen Lužickosrbský institut (od roku 1969 Institut pro lužickosrbská studia), který od té doby vzdělává Lužické Srby ve všech oborech – zejména pro učitelské povolání – a zároveň rozvíjí vlastní výzkumné projekty.
Budyšínský institut byl v rámci akademie zodpovědný za výzkum, udržování a rozvoj vědeckých základů lužickosrbských studií a měl být účinný i v praxi. Výzkum byl prováděn zejména v oblasti společenských věd, historie, folkloristiky a regionalistiky Lužice, jakož i hornolužické a dolnolužické srbštiny a literatury. Od roku 1951 byla nové instituci přidělena Lužickosrbská centrální knihovna a od roku 1953 i zbývající archivy Maćicy Serbské. V květnu 1953 se institut přestěhoval do svého definitivního sídla v Ernst-Thälmann-Straße 6 v Budyšíně (dnes Bahnhofstraße). V letech 1955–1967 zde působilo také oddělení regionalistiky/demografie. V roce 1963 zavedl institut každoroční den s přednáškami pro veřejnost (od roku 1993 se koná jednou za dva roky). V důsledku reformy akademie NDR byl v letech 1969–1983 podřízen Ústřednímu historickému ústavu jako relativně samostatná jednotka, ale zachoval si svůj interdisciplinární charakter. V 80. letech 20. století bylo oddělení literárních dějin, které občas trpělo personální fluktuací, rozšířeno o oddělení kulturních a uměnovědných studií. Sorabistický časopis Lětopis, který institut vydával od roku 1952, proto od roku 1986 získal vedle řad A (Jazyk a literatura), B (Historie) a C (Folkloristika) další řadu D (Kultura a umění). Od roku 1992 vycházejí dvě multidisciplinární čísla ročně.
Deklarovaným cílem institutu zůstávalo „plnit své poslání na vysoké teoretické a ideologické úrovni, výzkumem dějin, jazyka, kultury a způsobu života Lužických Srbů pomáhat vytvářet vědeckou základnu pro kulturní rozvoj lužickosrbské národnosti (...)“ (Měrćin Kasper, 1981). Do roku 1991 vzrostl počet pracovních míst na více než 40, z toho asi dvě třetiny byly určeny pro vědecké pracovníky. Svými výzkumy a publikacemi dosáhl institut vedoucího postavení v rámci lužické sorabistiky. Díky vybrané spolupráci s univerzitními i neuniverzitními partnerskými institucemi upevnil své postavení doma i v zahraničí.
Po zrušení Akademie věd NDR podle Smlouvy o sjednocení byla lužickosrbská výzkumná instituce nově založena 1. ledna 1992 Svobodným státem Sasko společně se spolkovou zemí Braniborsko v právní formě zapsaného spolku jako „Lužickosrbský institut“. Jeho úkolem je „výzkum a pěstování lužickosrbského jazyka, dějin a kultury a shromažďování a archivace materiálů potřebných k tomuto účelu. Tímto způsobem institut aktivně ovlivňuje praxi v oblasti zachování a rozvoje lužickosrbského jazyka a kultury v Horní a Dolní Lužici. Od 1. září 1992 má pracoviště pro dolnolužickosrbský výzkum v Chotěbuzi. Až do restrukturalizace v letech 2014/15 byly v Budyšíně tyto výzkumné útvary: kulturní a sociální dějiny, empirický kulturní výzkum/etnologie (včetně srovnávacího výzkumu menšin) a jazykověda. Od roku 2015 existují dvě výzkumná oddělení, kulturologické a lingvistické. Společná knihovna a archiv nadále slouží institutu i široké veřejnosti.

## Ředitelé
- Pawoł Nowotny (1951–1977)
- Měrćin Kasper (1977–1990)
- Helmut Faska (1990–1992)

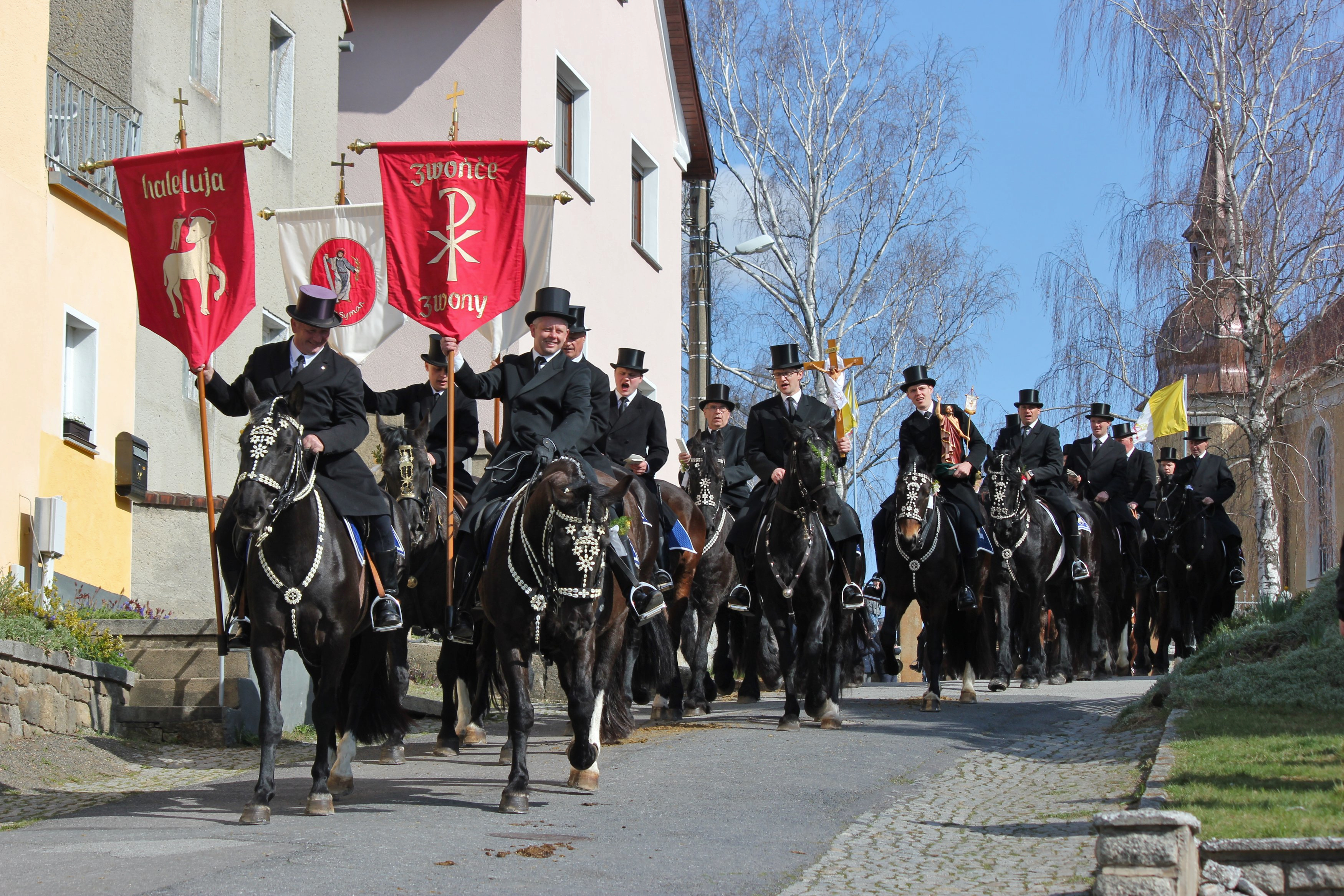
Velikonoční jízda v obci Chrósćicy/Croswitz v roce 2021

- Dietrich Scholze-Šołta (1992–2016)
- Hauke Bartels (2016–současnost)[4]

## Organizační struktura
- Lužickosrbský institut, centrála se sídlem v Budyšíně, Bahnhofstraße 6,D-02625 Bautzen/Budyšin.
- Lužickosrbský institut, pobočka v Chotěbuzi pro dolnolužickosrbský výzkum, August-Bebel-Straße 82, D-03046 Cottbus/Chóśebuz.
- Lužickosrbská centrální knihovna (Budyšín), Bahnhofstraße 6, D-02625 Bautzen/Budyšin.
- Lužickosrbský archiv (Budyšín), Bahnhofstraße 6, D-02625 Bautzen/Budyšin.

## Výzkum

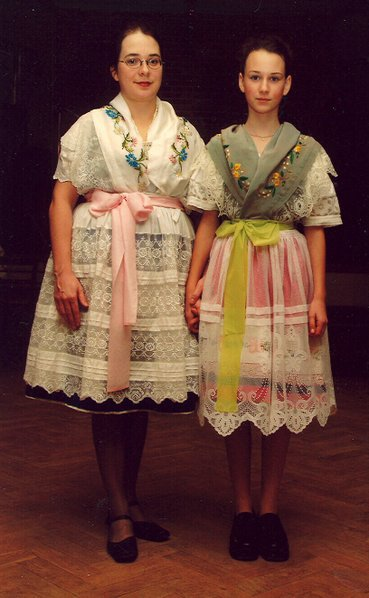
Dolnolužickosrbský kroj ze Sprévského lesa

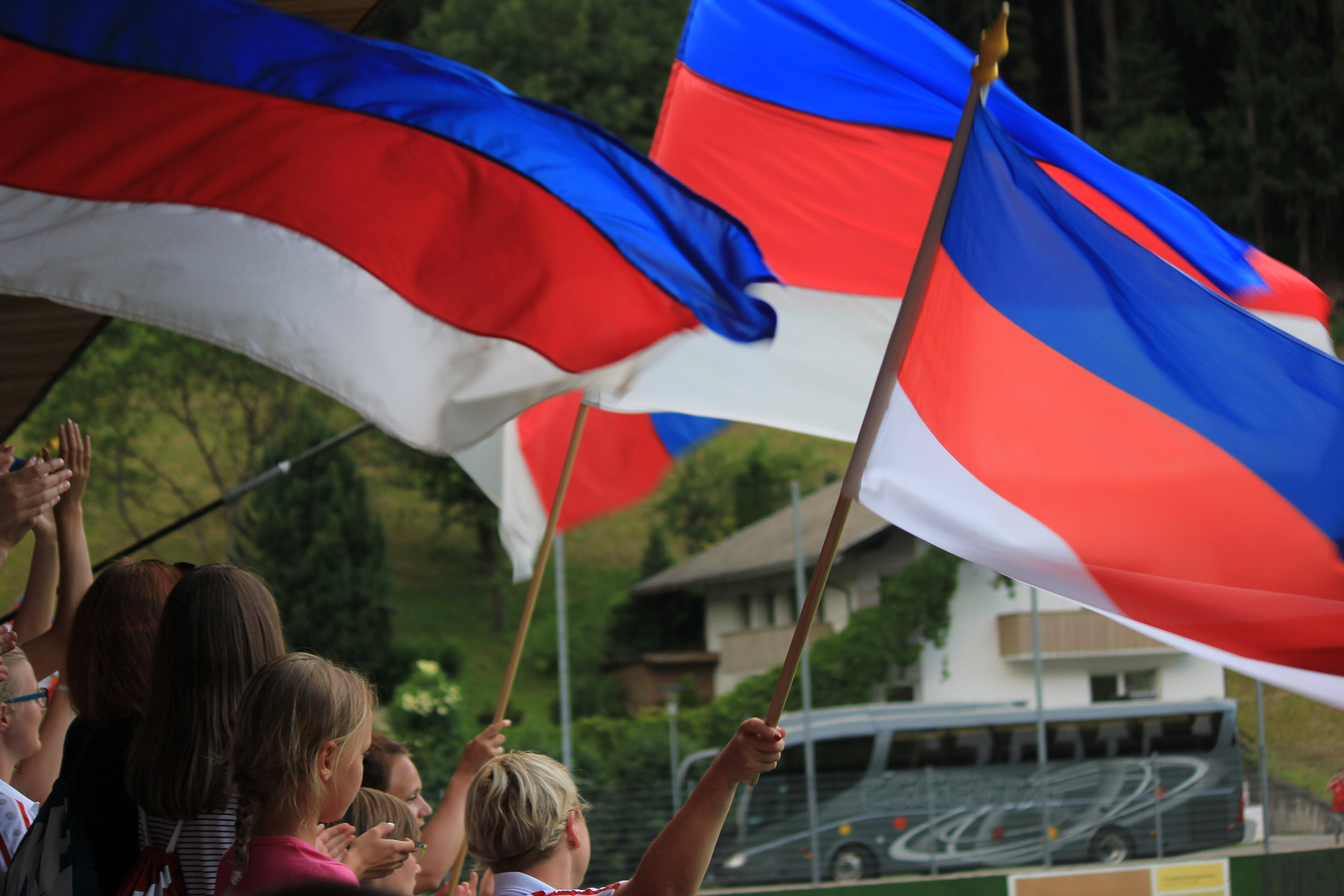
Lužickosrbské vlajky na zápase národního fotbalového týmu v Jižním Tyrolsku v roce 2016

Pracovní náplň Lužickosrbského institutu je široká. V souladu se svými stanovami zkoumá jazyk, dějiny a kulturu Lužických Srbů/Wendů v Horní a Dolní Lužici v minulosti i současnosti. Shromažďuje a archivuje materiály potřebné k tomuto účelu. Tyto materiály systematicky zpracovává a např. formou digitalizace zpřístupňuje veřejnosti. Kromě toho se interdisciplinární výzkum této instituce zaměřuje na současnou situaci, specifika a srovnání malých jazyků a kultur v Evropě. Pracovníci institutu přitom ovlivňují praxi v oblasti zachování a rozvoje lužickosrbského jazyka a kultury. Koncepce této neuniverzitní výzkumné instituce je díky svému dvojímu zaměření na výzkum v oblasti lužickosrbské kulturologie a na praktický dopad na lužickosrbský jazyk a kulturu v německých spolkových zemích Sasko a Braniborsko jedinečná. Sebepojetí Lužickosrbského institutu je založeno na dialogu mezi vědou a společností. Institut přispívá nejen k výzkumu v oblasti teorie a metod, ale v souladu se svými stanovami také k dobrovolnictví v lužickosrbských spolcích. Svým působením v politice, školství, kulturních institucích a médiích usiluje o zachování a rozvoj bikulturního rázu regionu.

## Centrální knihovna
Knihovna byla založena v roce 1949 a jejím hlavním úkolem je shromažďovat veškerou literaturu v lužické srbštině, o Lužických Srbech a o Horní a Dolní Lužici. Je také vědeckou knihovnou Lužickosrbského institutu a díky výměnným vztahům se zahraničními knihovnami má cenný fond slavistických knih a časopisů. Fond knihovny tvořila původní sbírka Maćicy Serbské. Ta byla doplněna nákupem nebo převodem vlastnictví soukromých knihoven Oty Wićaze (Otto Lehmann), Pawoła Neda (Paul Nedo), Měrćina Nowaka-Njechorńského (Martin Nowak-Neumann) a Jana Meškanka (Jan Meschgang). Nakladatelství Domowina od svého založení v roce 1958 podporuje Lužickosrbskou centrální knihovnu pravidelně odevzdávanými výtisky. Celkový rozsah fondů knihovny činí asi 110 000 jednotek médií, z toho 27 000 svazků periodik. Ze samostatných publikací je 13 000 v lužické srbštině, 25 000 v ostatních slovanských jazycích. Knihovna má také „virtuální čtenářský sál“, na němž jsou zpřístupněny digitalizované dokumenty.

## Archiv
Lužickosrbský archiv v Budyšíně je jediným veřejným archivem lužickosrbských a sorabistických archiválií a sbírek. Stejně jako knihovna má původ ve sbírkách Maćicy Serbské. Uchovává dokumenty důležité pro historický výzkum i současnou kulturní praxi a zpřístupňuje je uživatelům. Mezi nejvýznamnější fondy patří pozůstalosti lužickosrbských politiků, vědců, hudebníků, spisovatelů a výtvarných umělců z Horní a Dolní Lužice. Rozsáhlou sbírku tvoří písemnosti Domowiny, zastřešující organizace lužickosrbských spolků, od jejího založení v roce 1912 až do roku 1989. Dále jsou to archiválie z lužickosrbských spolků, včetně Maćicy Serbské, středoškolských a studentských spolků, pěveckých sborů, tělovýchovné jednoty Sokoł a některých kulturních a vzdělávacích institucí do roku 1989. Zvláštní místo mezi těmito fondy zaujímá sbírka fotografií, fotografických pozůstalostí, zvukových a filmových dokumentů. Kromě těchto materiálů archiv shromažďuje také diplomové práce, novinové výstřižky, programy a plakáty s lužickosrbskou tematikou.

## Publikace

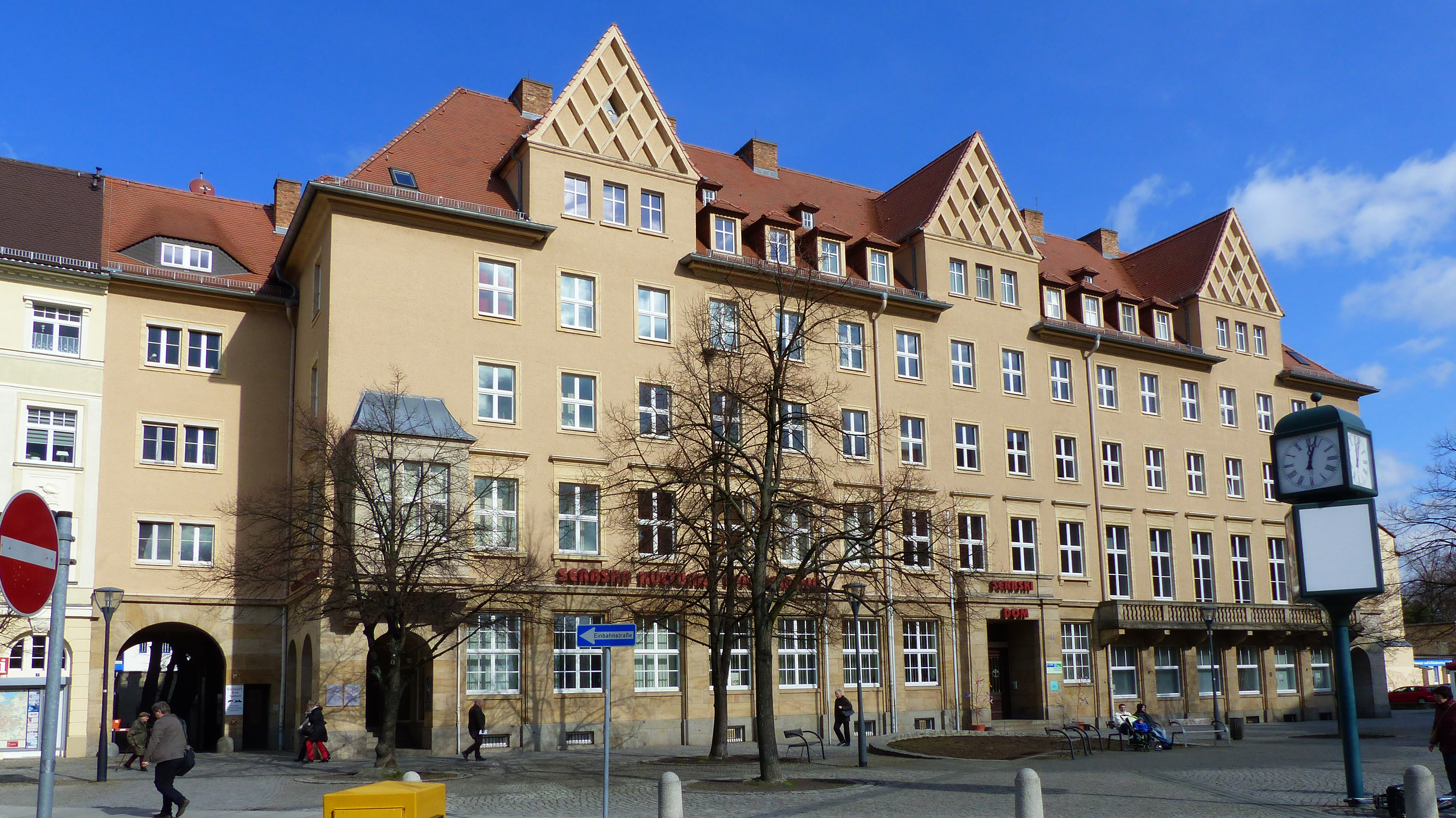
Lužickosrbský dům v Budyšíně (Postplatz 2)

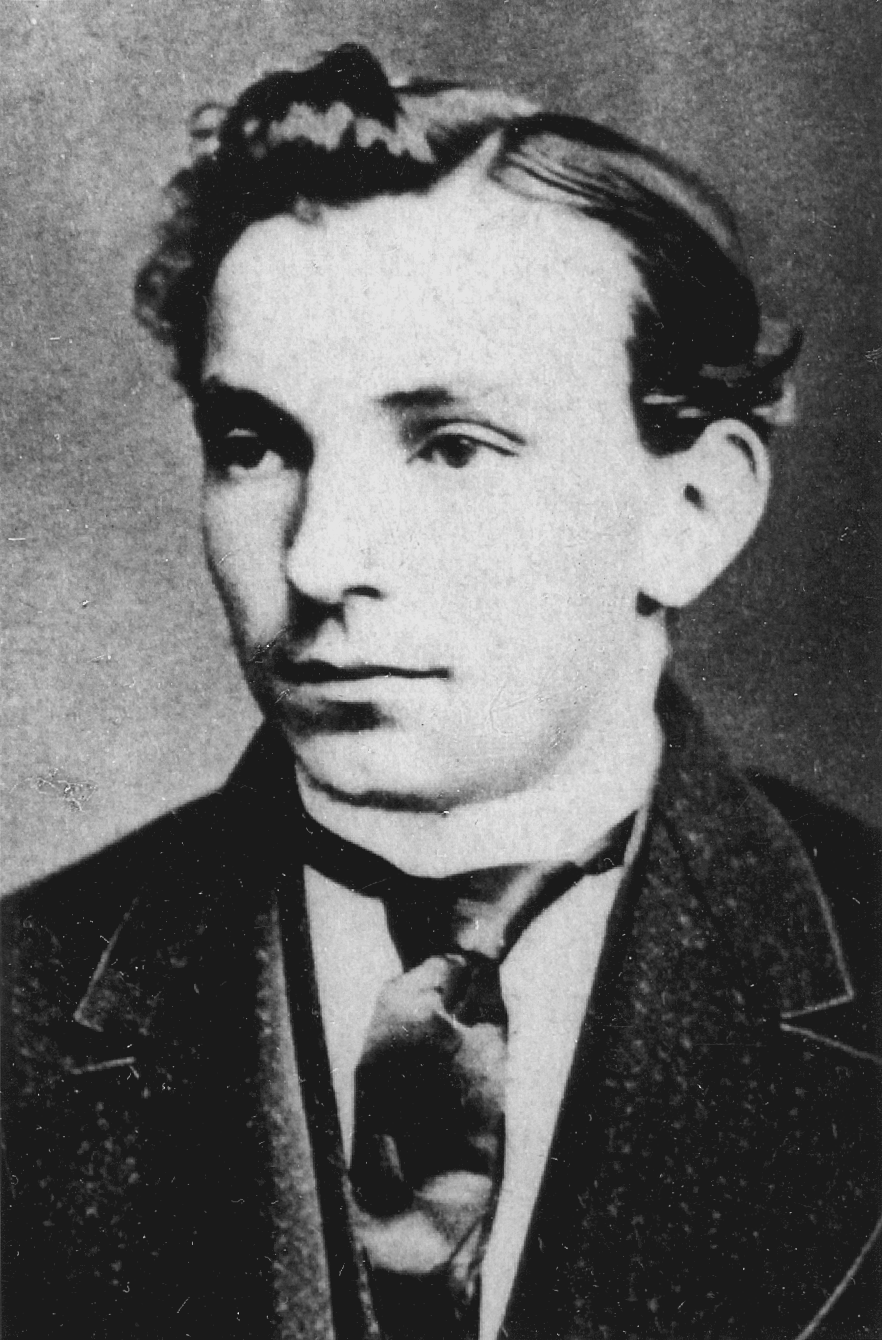
Národní básník Jakub Bart-Ćišinski (1856–1909)

### Online publikace
- Sorabicon Dostupné online – prezentuje vědecky podložené poznatky o lužickosrbském jazyce, dějinách a kultuře.[8]
- Hornjoserbsce.de Dostupné online – jazykový portál věnovaný hornolužické srbštině.[9]
- Dolnoserbski.de Dostupné online – jazykový portál věnovaný dolnolužické srbštině.[10]
- Wissenschaftsblog „Lausitz-Łužica-Łužyca“ Dostupné online – online platforma s příspěvky z aktuálního sorabistického výzkumu určená pro širokou veřejnost.[11]
- Biographien Dostupné online – sorabistické biografie.[12]
- Weitere Angebote zum Obersorbischen Dostupné online – web věnovaný hornolužické srbštině s místními názvy, textovými korpusy a frazeologií.[13]

### ČasopisLětopis

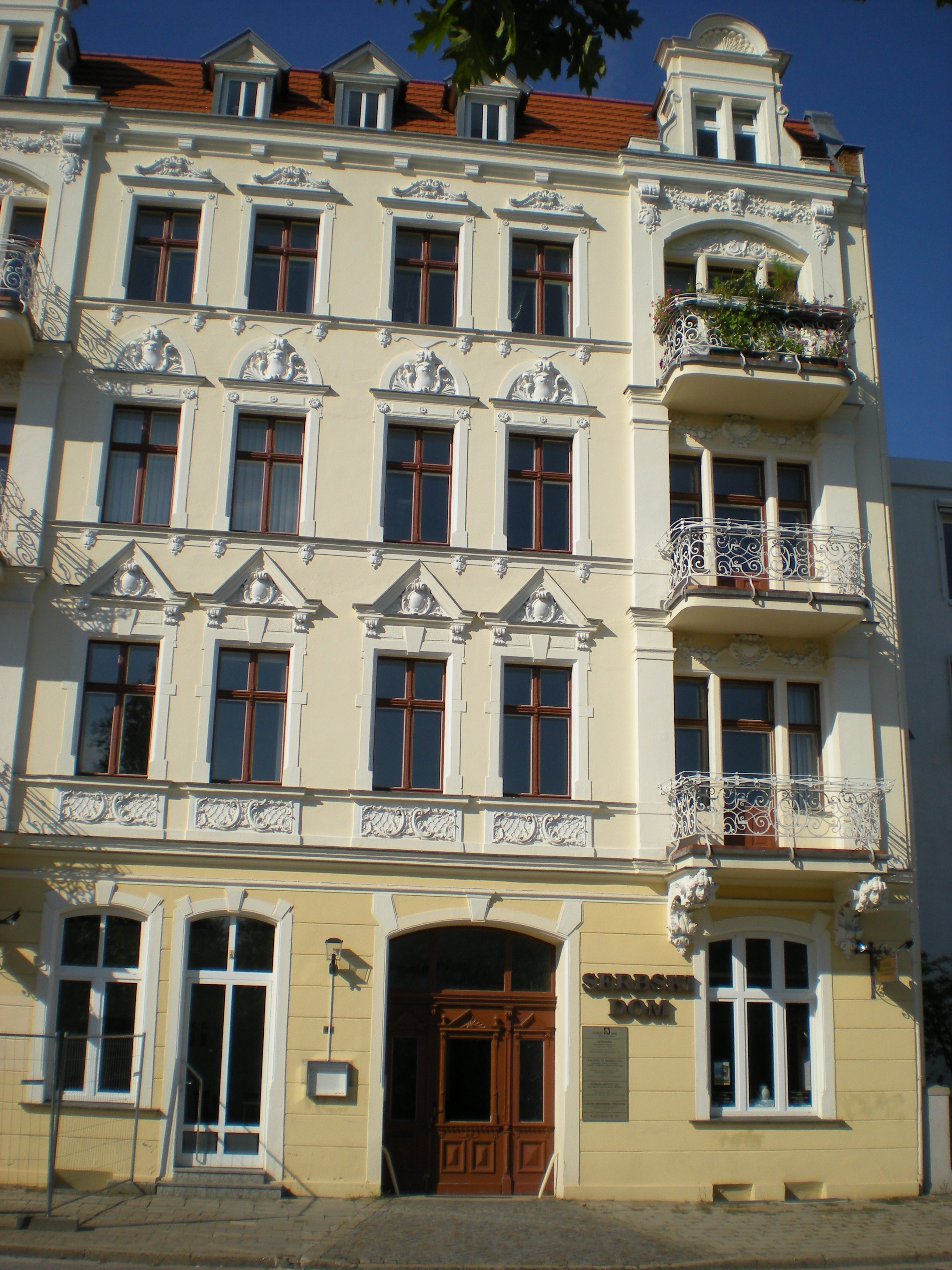
Lužickosrbský dům v Chotěbuzi
(Am Schillerplatz 3)

Jako interdisciplinární periodikum lužickosrbského a humanitního výzkumu vydává institut (od roku 1992 pololetně) časopis Lětopis : Zeitschrift für sorbische Sprache, Geschichte und Kultur založený v roce 1952.

### Spisy

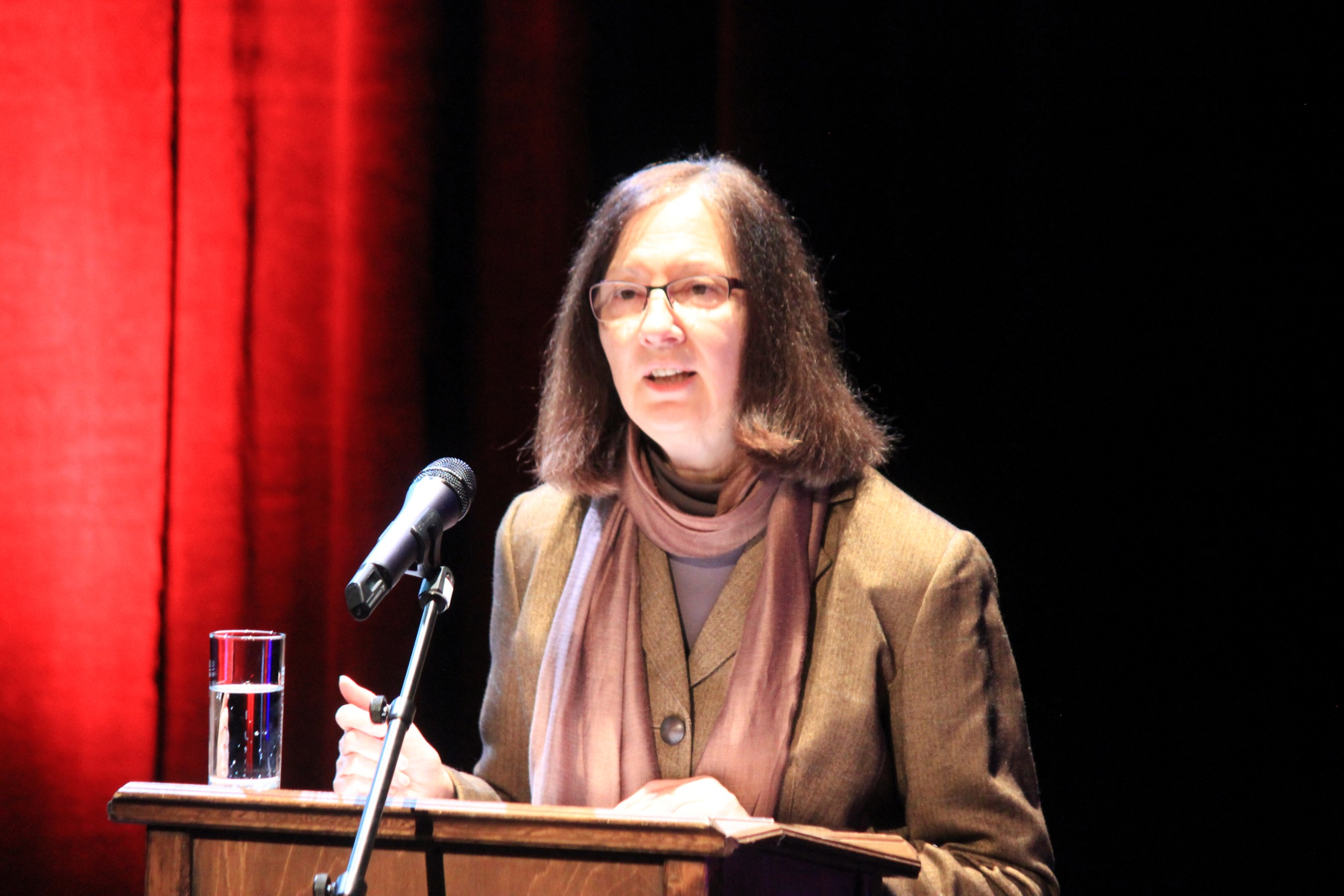
Básnířka Róža Domašcyna v roce 2018

Mezioborová řada publikací Lužickosrbského institutu vychází od jeho znovuzaložení v roce 1992. Navazuje na řadu publikací předchozího Institutu pro výzkum lužickosrbského národopisu vydávaných v letech 1954–1990 (celkem 58 svazků). Tato edice slouží k publikování nových výsledků výzkumu jazyka, dějin a kultury Lužických Srbů/Wendů a srovnávacího výzkumu menšin. Řada jednak dokumentuje výzkumnou činnost, ale také zasedání a konference Lužickosrbského institutu. Na druhé straně jsou zde zahrnuty i externě zpracované výzkumné a kvalifikační práce, které spadají do výzkumného spektra institutu. Průměrně dva svazky ročně vydává nakladatelství Domowina v Budyšíně.

### Malá řada
Malou publikační řadu vydává Lužickosrbský institut vlastním nákladem. Její spektrum zahrnuje vědecké studie z oblasti lužickosrbského jazyka, kultury a menšinové politiky. Vlastní redakční a tisková příprava jednotlivých čísel zaručuje vysokou míru flexibility a umožňuje také včasné publikování dokumentů, pracovních materiálů, sborníků z konferencí, odborných stanovisek apod. Čísla jsou k dispozici online ke stažení zdarma.

## Česko-lužickosrbská spolupráce

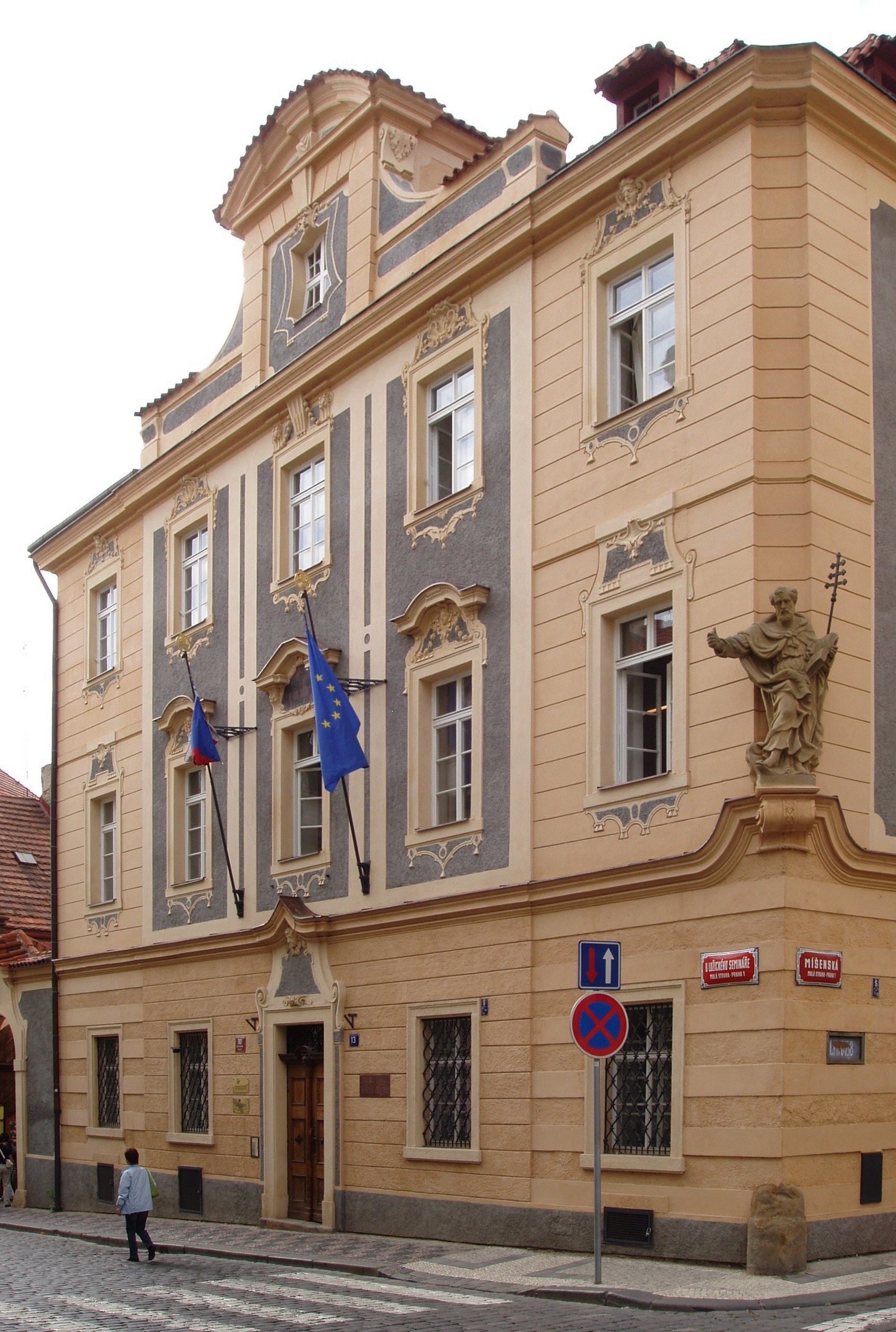
Lužický seminář v Praze, sídlo Společnosti přátel Lužice a Hórnikovy lužickosrbské knihovny

Lužickosrbský institut pravidelně organizuje kurzy a letní školy horní i dolní lužické srbštiny pro všechny zájemce, kteří uhradí účastnický poplatek. Lekce jsou vedeny rodilými mluvčími a jsou vhodné pro naprosté začátečníky i (mírně) pokročilé. Tyto kurzy bývají pro české studenty dotovány Filozofickou fakultou Univerzity Karlovy. Sorabistické kurzy jsou na této fakultě realizovány v rámci Katedry středoevropských studií, která spolupracuje s Lužickosrbským ústavem nejčastěji prostřednictvím Společnosti přátel Lužice. Tato společnost plní funkci lužickosrbského kulturního institutu v České republice. V letech 1996–2001 působil na Lužickosrbském institutu jako výzkumný pracovník český etnolog a historik Leoš Šatava. Publikačním výstupem z tohoto pobytu je např. monografie Lužičtí Srbové na přelomu 20./21. století : etnicita – jazyk – historie – kultura. S institutem dlouhodobě spolupracuje také český historik, slavista a vysokoškolský pedagog Petr Kaleta, jenž se zabývá problematikou národnostních menšin. Od roku 2015 je v institutu zaměstnána historička Jana Piňosová, od roku 2016 rovněž Richard Bígl, což je český slavista, jenž se specializuje na tvaroslovný vývoj a lexikografii lužické srbštiny. Společnou publikací českých a lužickosrbských sorabistů jsou dva sborníky Pražské sorabistické studie 1 a 2, které v letech 2013 a 2016 vydala Společnost přátel Lužice společně s Filozofickou fakultou UK a Lužickosrbským institutem v Budyšíně.